# 40М Зрињи
Самоходни топ 40М Зрињи је мађарски самоходни топ из Другог светског рата.

## Историја
Подстакнути успехом немачких јуришних топова, 1942. мађарска фабрика WM је предложила Генералштабу да направи слично возило засновано на шасији тенка 40М Туран. Прозводња је почела у јануару 1943. и до краја године формиран је први батаљон јуришних топова са 40 возила 40/43М Зрињи. Постојале су 2 варијанте овог возила: наоружана хаубицом од 105 mm (Зрињи II) и ПТ топом од 75 mm (Зрињи I).

## Карактеристике
40М Зрињи био је самоходни топ постављен на шасији средњег тенка 40М Туран. Да би се направило место за топ, шасија је била 46 cm шира од стандардног тенка, али са истим мотором и вешањем. Наоружање је била хаубица 40/43М калибра 105 mm постављена у лоптасти носач, са 52 метка експлозвне и противоклопне муниције. Муниција се пунила појединачно, што је донекле успоравало паљбу. Један митраљез ношен је у возилу за одбрану из непосредне близине. Зрињи је био низак (25 cm нижи од немачког StuG III), са добрим оклопом и употребљивим оружјем, и показао се популарним међу војницима. Анти-тенковска варијанта, Зрињи 75, била је наоружана дугим топом 43М од 75 mm, али је производња обустављена након само 4 примерка. 